# Iván Nikoláyev
Iván Serguéievich Nikoláiev (en ruso: Ива́н Серге́евич Никола́ев, romanización Ivan Sergeevič Nikolaev) (Vorónezh, 6 de julio de 1901-Moscú, 22 de septiembre de 1979) fue un arquitecto constructivista ruso. 

## Trayectoria

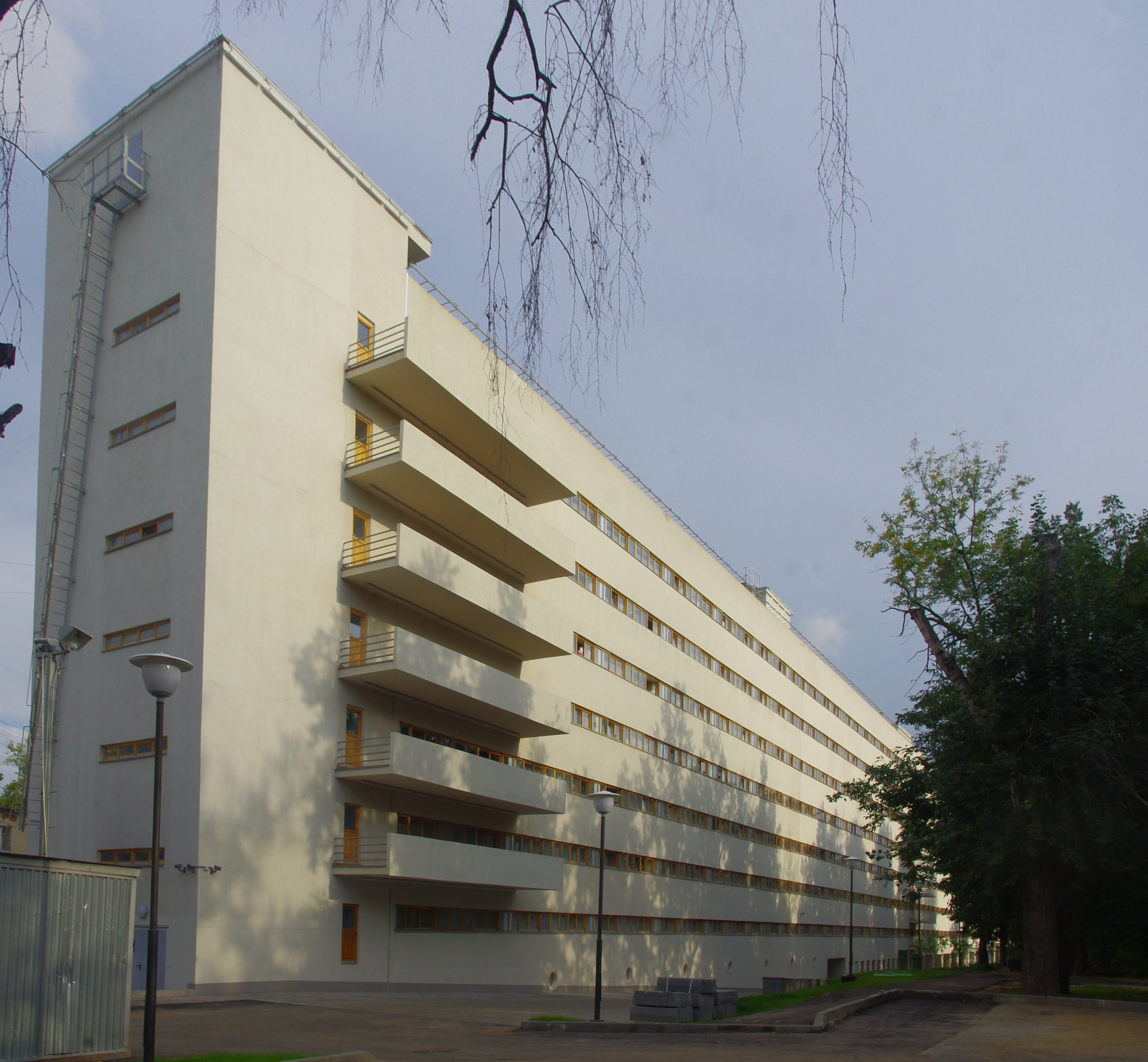
Casa comunal del Instituto Textil (1929-1931), Moscú

Estudió en la Universidad Técnica Estatal Bauman de Moscú, donde se tituló en 1925. Amplió su formación en los talleres de Víktor Vesnín y Aleksandr Kuznetsov. Con este último colaboró en los proyectos del Instituto Central de Aero e Hidrodinámica (TsAGI) y el Instituto del Textil de Moscú (MTE). Colaboró con Anatoli Fisenko en las fábricas de lino de Kasímov, Pskov y Orsha (1927-1929), y con Borís Gladkov en las hilaturas Krásnaia-Talka en Ivánovo-Voznesensk. También con Fisenko elaboró el Instituto Electrotécnico de Moscú (1927-1929), obra que fue escogida por Henry-Russell Hitchcock y Philip Johnson para la exposición Modern Architecture - International Exhibition que se celebró en el Museum of Modern Art (MoMA) de Nueva York en 1932. Su obra más lograda de este primer período fue la Casa-comuna de los estudiantes de Moscú (actualmente del Instituto Textil, 1929-1930), de influencia lecorbusieriana, una de las obras maestras de la arquitectura constructivista.
Fue miembro de la Unión de Arquitectos Contemporáneos (OSA en sus siglas en ruso), una asociación de vanguardia arquitectónica activa entre 1925 y 1932 vinculada al constructivismo, que tenía como objetivo aunar vanguardia artística y política y crear un arte productivo y utilitario.
Tras la purga del vanguardismo arquitectónico acometida por la dictadura estalinista en los años 1930, que favoreció como estilo constructivo el realismo socialista, Nikoláyev se dedicó por unos años a la arquitectura industrial, más funcional y menos sometida a los postulados historicistas de la corriente oficial. Construyó entonces dos fábricas en Turquía, en Kayseri y Nasili. Una de sus últimas obras fue el Hotel Varsovia en la plaza Oktiábrskaia de Moscú, en los años 1960.
En sus últimos años se dedicó especialmente a la docencia y la investigación. Enseñó en la Universidad Técnica Estatal Bauman de Moscú y en el Instituto de Arquitectura de Moscú (MARKHI o MARJI), del que fue rector entre 1958 y 1970. Investigó sobre construcciones antiguas, especialmente acueductos, así como arquitectura industrial contemporánea, sobre la que publicó Fábrica y ciudad en 1937. Tras su fallecimiento se publicó Profesión arquitecto (1984).
Fue galardonado con la Orden de Lenin y la Orden de la Bandera Roja del Trabajo.